# Rey Lie de Zhou
El Rey Lie de Zhou (chino: 周烈王; pinyin: Zhōu Liè Wáng), o Rey Lieh de Chou fue el trigésimo cuarto rey de la dinastía Zhou de China, y el vigésimo segundo de la dinastía Chou Oriental. Su padre fue el Rey An de Zhou.